# Тураноза
Турано́за — дисахарид, обнаруженный в небольших количествах в мёде (0-3 %, в зависимости от происхождения). Входит в состав трисахарида мелицитозы.
Тураноза представляет собой твёрдое кристаллическое вещество, хорошо растворимое в воде. Является изомером сахарозы, но в отличие от неё, тураноза имеет связь не α(1 → 2), а α(1 → 3). Название «тураноза» происходит от персидского слова Туран (Туркестан) и + ose (оза — окончание, обозначающее принадлежность к углеводам). Тураноза является аналогом сахарозы в метаболизме высших растений.
Тураноза относится к невосстанавливающим дисахаридам.
Получается при неполном гидролизе мелицитозы, также в результате которого образуется глюкоза.